# Cheng Tang

Cheng Tang

Cheng Tāng von Shang in China, († 1742 v. Chr.), Geburtsname Zǐ Lǚ (子履), war der Gründer und der erste König der chinesischen Shang-Dynastie. Er wird heute als Shāng Tāng (商湯), Wǔ Tāng (武湯), Tiān Yǐ (天乙), Chéng Tāng (成湯) oder Chéng Táng (成唐) bezeichnet. Auf den Orakelknochen erscheint er als Táng (唐), Dà Yǐ (大乙) oder Gāozǔ Yǐ (高祖乙). Er war der Führer des Shang-Stamms. Nach der Eheschließung mit Youxin Shi ernannte er die begabten Yī Yǐn (伊尹) und Zhòng Huǐ (仲虺) jeweils zum Minister zur Rechten und Minister zur Linken. Er besetzte den Ort Bó als militärischen Außenposten, um die Zerstörung der Xia-Dynastie vorzubereiten.

## Aufstieg von Shang
Tang regierte Shang, eines der vielen Königreiche unter der Oberhoheit der Xia-Dynastie, 17 Jahre lang. Während der Herrschaft von Jie wuchs Shang an Macht, zunächst auf Kosten der anderen Vasallen von Xia. Er konnte viele Unterstützer aus bis zu 40 kleineren Königreichen gewinnen. Tang erkannte, dass Jie sein Volk schlecht behandelte und nutzte dies, um andere zu überzeugen. In einer Rede sagte Tang, dass das Schaffen von Chaos nicht etwas war, was er wollte, aber angesichts des Terrors von Jie musste er dem Mandat des Himmels folgen und diese Gelegenheit nutzen, um Xia zu stürzen. Als Vorteil wies er darauf hin, dass sogar Jies eigene Militärgeneräle seinen Befehlen nicht gehorchen würden.
Im 15. Jahr von Jies Herrschaft begann Tang, Lü in die Hauptstadt Bo zu verlegen. Etwa zwei Jahre später schickte Shang seinen Minister Yi Yin als Gesandten zu Jie. Yi blieb für etwa drei Jahre in der Xia-Hauptstadt, bevor er nach Shang zurückkehrte.
Die Macht der Shang wuchs weiter an. Im 26. Jahr der Herrschaft von Jie eroberte Shang Wen. Zwei Jahre später wurde Shang von Kunwu angegriffen, und es folgte ein mehrjähriger Krieg zwischen Shang und Kunwu. Trotz dieses Rückschlags expandierte die Shang weiter an mehreren Fronten und sammelte Vasallentruppen in Jingbo. Die Shang-Armee und verbündete Truppen eroberten Mitxu (das heutige 密縣), Wei, und griffen Gu an, das im folgenden Jahr ebenfalls erobert wurde. Etwa zu dieser Zeit floh Zhong Gu, der oberste Historiker von Jie, von den Xia zu den Shang.

### Schlacht von Mingtiao
Die Shang-Armee bekämpfte Jies Truppen bei Mingtiao (鳴條) während eines schweren Gewitters und besiegte die Xia-Armee.
Jie selbst entkam und floh nach Sanzong. Die Shang-Truppen unter ihrem General Wuzi verfolgten Jie bis nach Cheng, nahmen ihn bei Jiaomen gefangen und setzten ihn ab, wodurch die Xia-Dynastie ein Ende fand. Schließlich wurde Jie ins Exil nach Nanchao verbannt. Jie starb schließlich an einer Krankheit und Tang wurde sein Nachfolger als oberster König und begründete die Shang-Dynastie.

## König der Shang
Die Herrschaft von Tang wurde von den Chinesen als eine gute angesehen. Er senkte die Steuern und die Wehrpflicht der Soldaten. Sein Einfluss breitete sich bis zum Gelben Fluss aus, und viele abgelegene Stämme, wie Di und Qiang, wurden zu Vasallenstaaten. Er etablierte auch Anyang als neue Hauptstadt Chinas.
Laut den Bambus-Annalen baute Tang einen Palast namens Xia She (夏社), um der Xia-Dynastie ein Denkmal zu setzen. In den ersten fünf Jahren seiner Herrschaft gab es mehrere Dürreperioden. Tang ließ goldene Münzen anfertigen und an arme Familien verteilen, die wegen der Dürre gezwungen waren, ihre Kinder zu verkaufen. Mit diesem Geld sollten sie ihre Kinder zurückkaufen.
Laut den Bambus-Annalen verlegte er im 9. Jahr seiner Herrschaft die Neun Dreifuß-Kessel, die von Yu dem Großen angefertigt worden waren, in den Shang-Palast.

## Kommentare zu Tangs Namen
Cheng bedeutet „erfolgreich“ und ist folglich kein Name von Tang. Es weist auf die Anerkennung der nachfolgenden Generationen zu seiner erfolgreichen Regierungspolitik hin. Wu bedeutet „Militär“ und weist darauf hin, dass die nachfolgenden Generationen seinen militärischen Erfolg gegen Jie anerkannten.